# Jean-Baptiste Alzine
Jean-Baptiste Alzine, né le 24 juillet 1803 à Perpignan (Pyrénées-Orientales) et mort le 24 mars 1883 dans cette même ville, est un imprimeur et militant carliste et légitimiste français.

## Biographie
Né à Perpignan le 5 thermidor an XI (24 juillet 1803), Jean-Baptiste Jacques Alzine est le fils de Jean Alzine, imprimeur-libraire, et de Marie-Angélique Jaubert. Il est le troisième de quatre enfants. De ses trois sœurs, Antoinette (1795-1877) et Adélaïde (1810-1880) demeurent célibataires, tandis que Justine (1802-1871) épouse Paul Massot, médecin et homme politique républicain des Pyrénées-Orientales.
Très jeune, il aide son père Jean Alzine, puis le remplace dans l'imprimerie familiale. Après la mort de ce dernier, il reprend l'entreprise. Il est l'un des principaux partisans roussillonnais de Don Carlos lors de la Première Guerre carliste. Du côté des affaires françaises, il est légitimiste, opposé aux orléanistes. Il poursuit l'œuvre de son père, élargit le catalogue et crée plusieurs revues. Le 26 octobre 1842, il épouse Joséphine Parès, nièce du député orléaniste Théodore Parès, dont il a quatre filles. Il prend sa retraite en 1866, remplacé par Charles Latrobe et meurt à Perpignan le 24 mars 1833.

## Publications principales
L'abbé Capeille donne ces publications :
- Ordo du diocèse (annuel) ;
- le Roussillonnais (almanach) ;
- le Publicateur (hebdomadaire) créé en 1832 par son père et auquel il donna une grande importance jusqu'à sa cessation en 1837 ;
- l'Annuaire de 1834 ;
- Vida y novena dels sants Abdon y Sennen, 1841 ;
- Catalogue des évêques d'Elne, par Puiggari (1842) ;
- Le Guide en Roussillon, par Henry (1842);
- Rituel du diocèse (1845) ;
- le Procès des Trabucayres ;
- L'Indépendant (1846-1848), qui lui vaut d'aller en prison pour délit de presse suivi de procès ;
- Procès de l'Indépendant (1847) ;
- Officia propria ad usum diœcesis Elnensis (1847) ;
- L'Étoile du Roussillon (1848-1850) ;
- Vie des bienheureux  martyrs Abdon et Sennen, par le P. Chambeu (1848) ;
- Grammaire catalane-française, par Puiggari (1852) ;
- Noticia historica de la imatge de Nostra-Senyora d'Err, par P. Cotxet (1853) ;
- Pèlerinage à Notre-Dame de Font-Romeu, par l'abbé Tolra de Bordas (1855) ;
- Histoire de Roussillon, par de Gazanyola (1857) ;
- Synodi diœcesanœ Elnensis ;
- Histoire naturelle du département des Pyrénées-Orientales, par Louis Companyo, 3 vol. (1861) ;
- Leçons de grammaire aux adultes, par J. MaLtes(1866) ;
- Catalogue de la bibliothèque communale (1866).

Selon l'abbé Capeille, « l'œuvre principale de J.-B. Alzine fut le Bulletin de la Société Agricole, Scientifique et Littéraire des Pyrénées-Orientales dont il imprima quinze volumes avec un soin jaloux. »

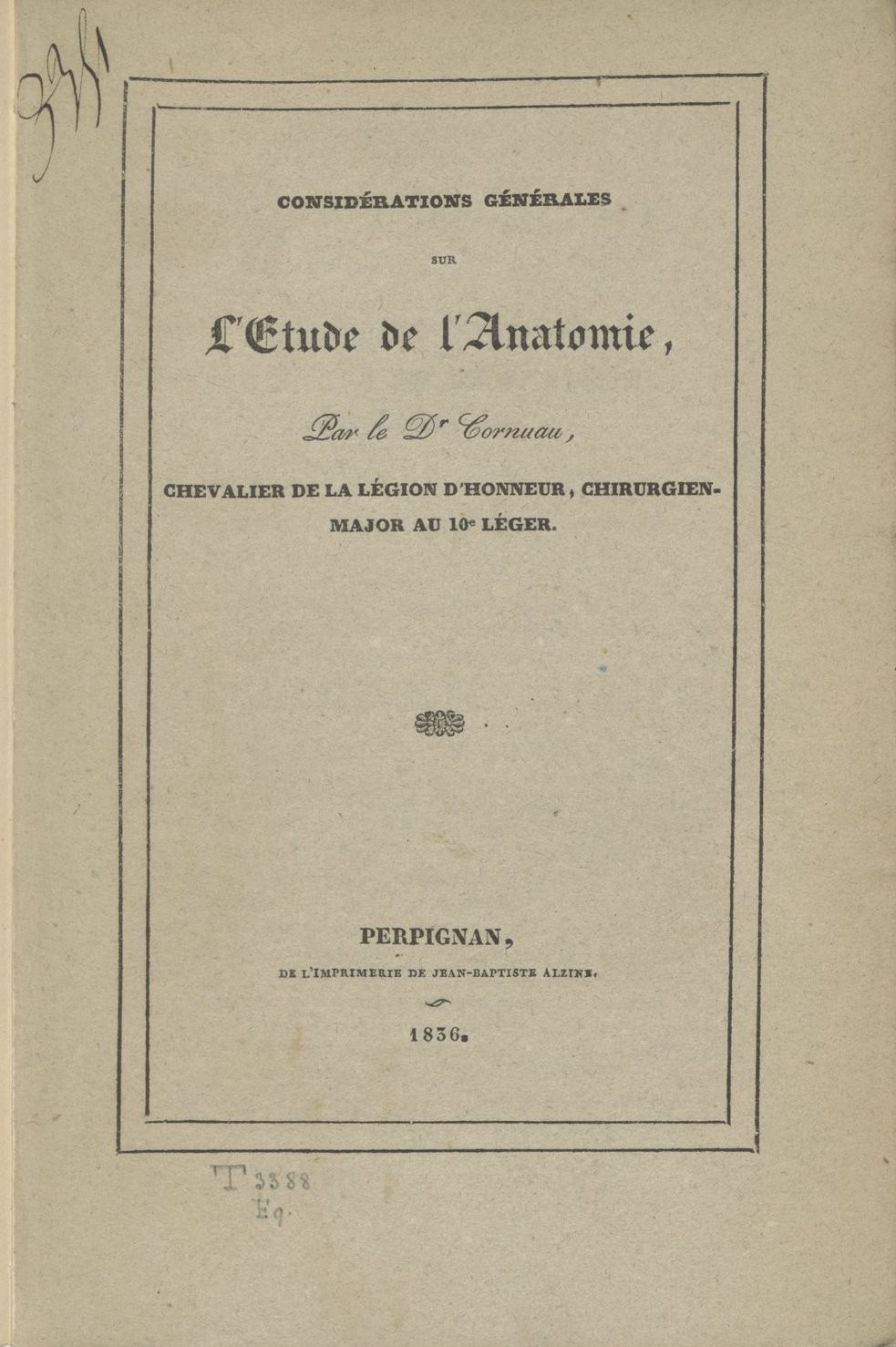
Considérations générales sur l'étude de l'anatomie par le docteur Cornuau (1836)
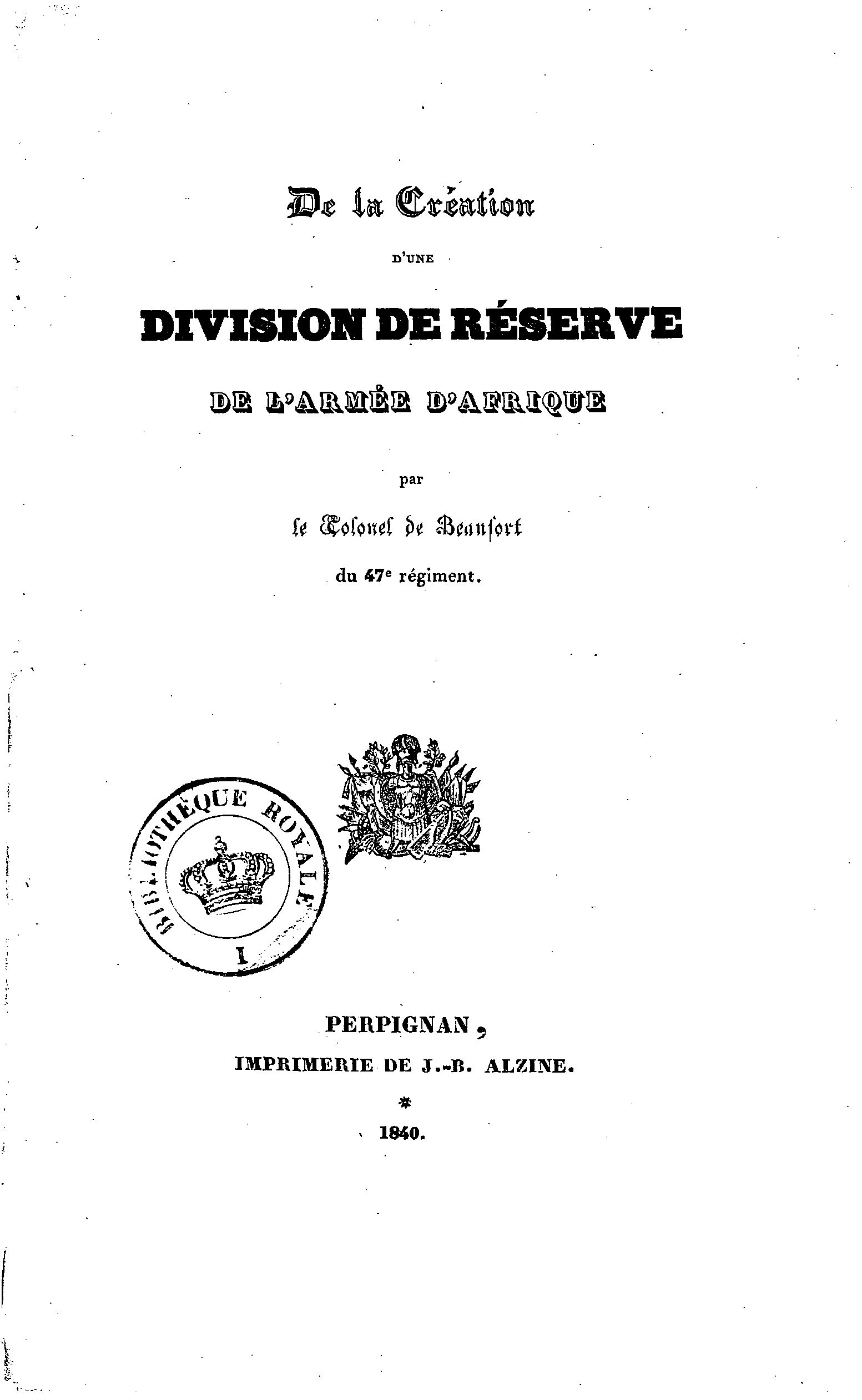
De la Création d'une division de réserve de l'armée d'Afrique par le colonel de Beaufort (1840)
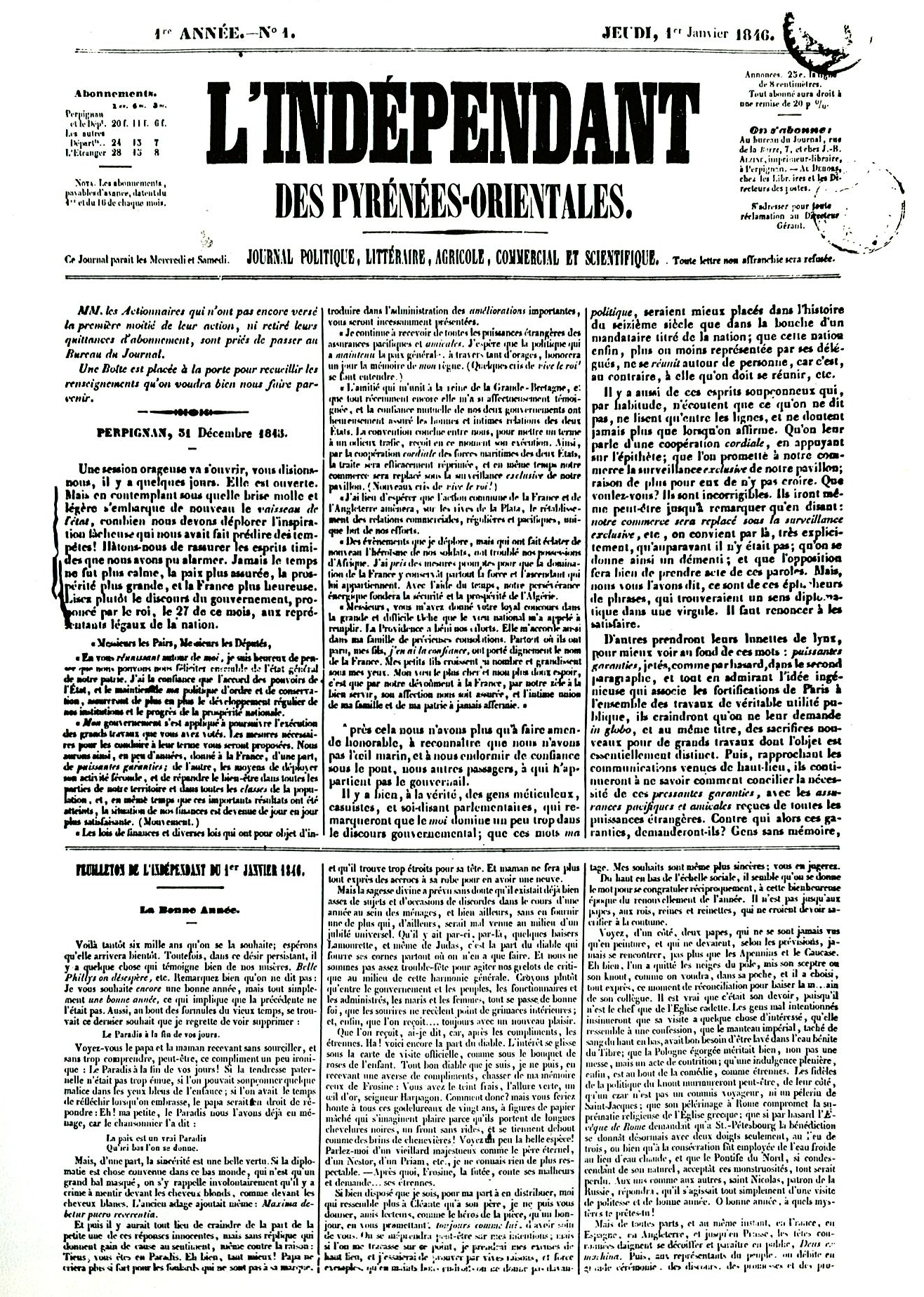
N°1 de L'Indépendant (1846)
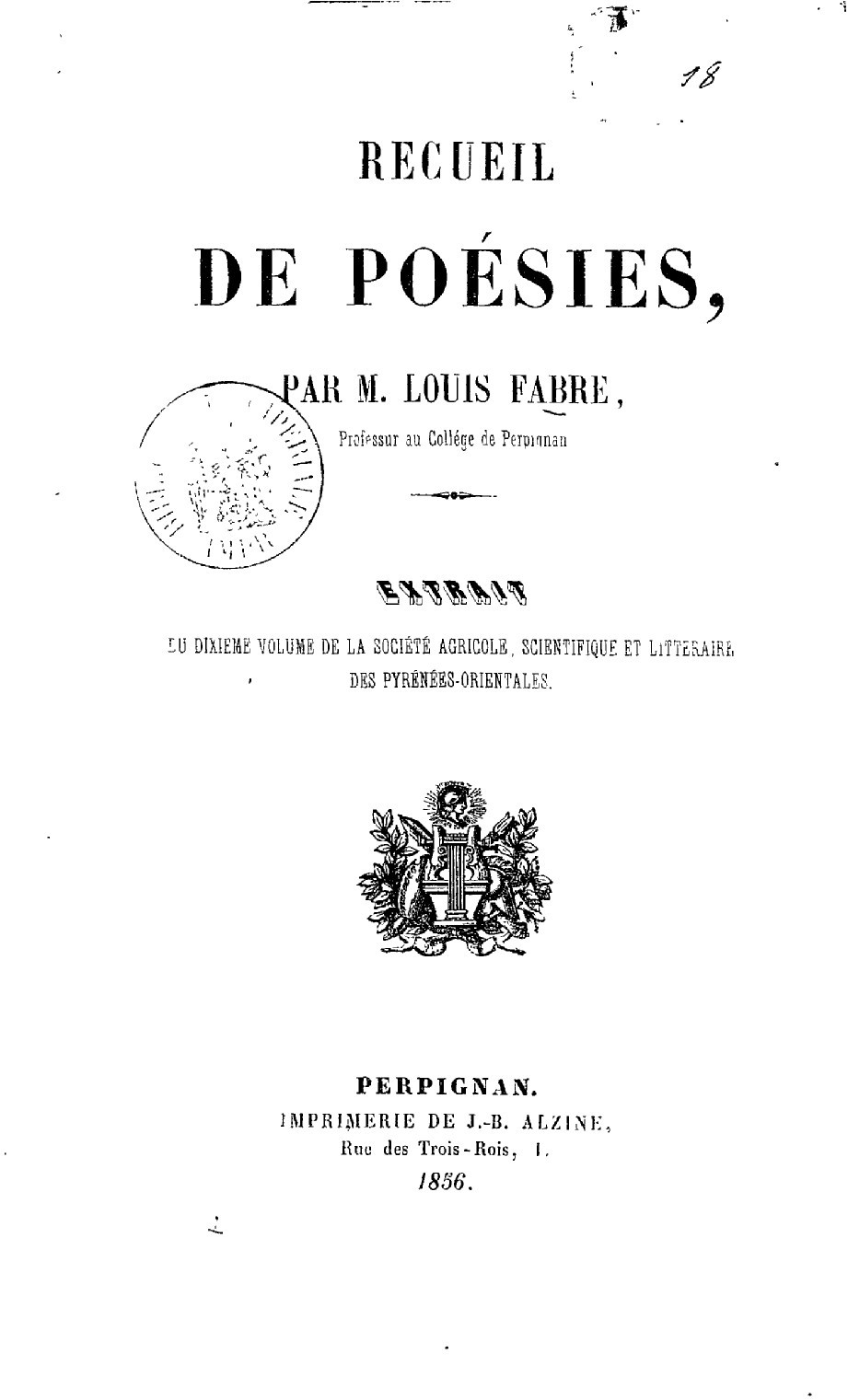
Recueil de poésies de Louis Fabre (1856)
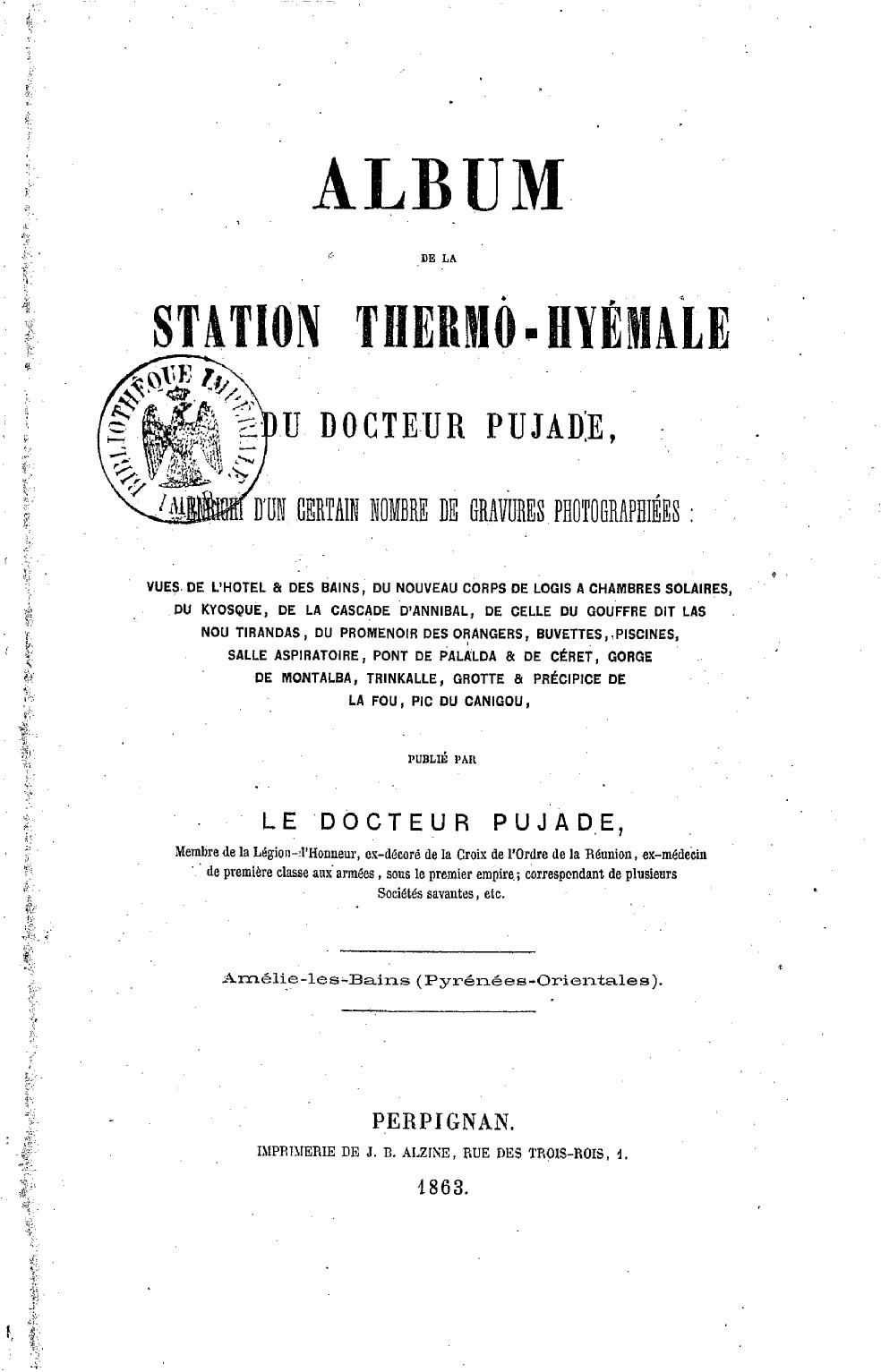
Album de la station thermo-hyémale du Docteur Pujade (1863)